# Campeonato Europeu de Andebol Masculino de 2010
O Campeonato Europeu de HandebolPB/AndebolPE Masculino de 2010 foi a 9ª edição do principal campeonato de handebol das seleções da Europa. O torneio realizou-se na Áustria, nas cidades de Viena, Graz, Innsbruck, Linz e Wiener Neustadt.